# Estació de Jesús (València)
L'estació de Jesús és una estació de les línies 1, 2 i 7 del metro de València. El seu origen es remunta a la històrica estació de València-Jesús, reconvertida a l'actual amb l'obertura del túnel entre l'antiga estació d'Ademús i l'estació de Sant Isidre, el 8 d'octubre 1988.
El 3 de juliol 2006 l'estació fou protagonista de l'accident de metro més greu de la història de les xarxes de metro de l'Estat espanyol, amb un resultat de 43 morts i 47 ferits.
El desembre de 2010 el seu nom va ser canviat al d'estació de Joaquim Sorolla, que es mantingué fins al març del 2012, quan se la batejà amb la denominació d'estació de Joaquim Sorolla-Jesús. Des d'aleshores, l'Associació de Veïns, Cultural i de Consumidors de Patraix havia estat demanant la restitució del nom original de Jesús. Tanmateix, no va ser fins al 3 de juliol de 2016, amb motiu del desè aniversari de l'accident, quan recuperà la denominació antiga d'estació de Jesús.
| Procedència/Destinació | <               | Línia | >       | Procedència/Destinació |
| ---------------------- | --------------- | ----- | ------- | ---------------------- |
| Bétera                 | Plaça d'Espanya |       | Patraix | Castelló               |
| Llíria                 | Plaça d'Espanya | ...   | Patraix | Torrent Avinguda       |
| Torrent Avinguda       | Bailén          | ...   | Patraix | Marítim                |